# لانا (إيطاليا)

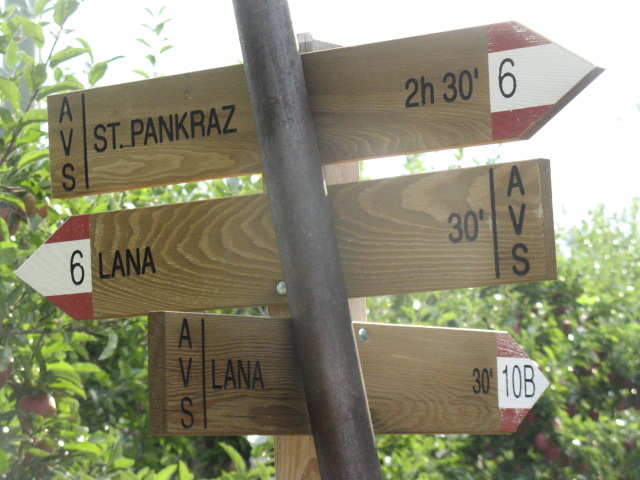
لافتة إلى لانا وسانت بانكراز

لانا هي كومونا في جنوب تيرول في شمال إيطاليا . يقع في اتشتال (وادي إتش) بين بولزانو وميرانو وعند مدخل اينتيماتي . ارتفع عدد السكان إلى 12566 في عام 2020.
وهي إحدى البلديات الثلاث في جنوب تيرول والتي ظل اسمها على حاله من خلال برنامج إعادة التسمية في أوائل القرن العشرين والذي يهدف إلى استبدال أسماء الأماكن الألمانية في الغالب بإصدارات إيطالية ، والاثنان الآخران هما جايس و بلاوس .

## تاريخ

### معطف الاذرع
يعرض الشعار الارجنت ، صليب توتوني ، وأسد منتشر في جميع أنحاء جولس . يتم أخذ الأسد من أحضان كونتس أوف برانديس الذين لعبوا دورًا في تطوير القرية. تم اعتماد الشارة عام 1967.

## مجتمع

### التوزيع اللغوي
وفقًا لتعداد عام 2011 ، يتحدث 91.84٪ من سكان لانا الألمانية ، و 7.90٪ إيطاليون ، و 0.26٪ لادن كلغة أولى.

## مشاهير
- الأب جوزيف أوروالدر (1856 في لانا - 1913 في السودان) كاهن كاثوليكي ، أسره المهديون في السودان.
- كان روبرت شيلزكي (1882-1948) هو المعلم الأكبر الحادي والستون للنظام التوتوني من عام 1936 إلى عام 1948 ؛ مات في لانا
- (1902-1955) هانز أندرساج عالم اكتشف الكلوروكين
- (1914-2005) كارل زويغ رجل أعمال إيطالي ، دكتوراه في الطب من شركة لانا لعصير الفاكهة والمربى زويغ ، بين عامي 1940 و 1986
- أرمين زوغيلر (مواليد 1974) إيطالي متقاعد وبطل أولمبي مزدوج ، يعيش في لانا

## اقتصاد

### السياحة
لانا هي قرية مقسمة إلى ثلاثة أجزاء: أوبرلانا و ميترلانا و نيدرلانا. إنها منطقة سياحية شهيرة تقدم رياضات مثل التنس وكرة القدم والجولف والميني غولف والتزلج على الجليد وغيرها. خلال فصل الصيف ، يستمتع السكان المحليون والسياح على حد سواء بالسباحة والمشي لمسافات طويلة وركوب الدراجات لأن هناك الكثير من مسارات الدراجات الجيدة.

## روابط خارجية
- باللغة الألمانية Homepage of the municipality